# Тихоокеанская россия
Тихоокеанская ро́ссия (лат. Rossia pacifica) — вид головоногих моллюсков рода Rossia из семейства Sepiolidae (Rossiinae).

## Внешний вид и строение
Длина тела без щупалец до 15, а длина мантии до 8 см. Тело овальной формы, закруглённое сзади. Верхняя сторона тела красно-коричневая или зеленовато-серая с мелкими тёмно-коричневыми или лимонно-жёлтыми крапинками. Плавники овальные, с широкими основаниями. Передний край мантии не срастается с головой. На ловчих щупальцах у основания 2, в средней части и на концах 4 ряда присосок примерно одинаковых размеров. На обычных щупальцах 6—8 рядов присосок. Обе спинные руки самца преобразовываются для переноса сперматофоров.

## Распространение и места обитания
Встречается на севере Тихого океана от Корейского полуострова до Берингова моря, от Японии до южной Калифорнии. Живёт на глубине 20—1350 м, на илу либо илистом песке.

## Поведение
Охотясь днём, эта каракатица закапывается в грунт и сохраняет полную неподвижность, поджидая жертву. Ночью она охотится активно. Основа её рациона — мелкие ракообразные.

## Размножение
Брачный период приходится на лето. Самец помещает в мантийную полость самки сперматофоры 16—17 мм длиной. Самка откладывает на подводные предметы небольшую кучку круглых яиц длиной до 9 мм, покрытых плотной беловатой оболочкой.

## Тихоокеанская россия и человек
Этот вид часто встречается в прилове траулеров. В Японии употребляется в пищу.